# Црква Успења Пресвете Богородице у Душановцу
Црква Успења Пресвете Богородице у Душановцу, насељеном месту на територији општине Неготин, припада Епархији тимочкој Српске православне цркве.

## Изградња
Црква Успења Пресвете Богородице у Душановцу подигнута је између 1907. и 1908. године у време епископа тимочког Мелентија. Пре него што је изграђен овај храм, богослужења су обављана у старој цркви која је затворена 1904. због дотрајалости. Нова црква саграђена је на основу плана грађевине који је предложио Духовни суд Тимочке епархије и одобрен од страна Министарства грађевина, али аутор плана није познат. Цркву је на градио Илија Анђелковић, предузимач из Неготина који је на лицитацији имао најнижу понуду. У порти овог храма су и камени споменици, од којих већина потиче из 1831. и 1844. године. Претпоставља се да потичу из старог гробља које је у том периоду било у самом селу, а касније је измештено ван насеља.

## Архитектура
Црква је једнобродна са припратом, наосом и полигоналном апсидом, а засведена је полуобличастим сводовима. Грађена је циглом, а омалтерисана жутом бојом. Дуж фасада је сокл окречен тамно црвеном бојом. Главни, западни улаз је узвишен и постављен на степенице. Са обе стране улаза су прозорски отвори унутар ниша. На западној фасади доминира велика розета, унутар које је исцртан симбол крста. И унутрашњост цркве која је окречена зелено–плавичастим тоновима, прати спољашњу конструкцију. У самој порти, са југозападне стране, подигнут је звоник са просторијом и горњом дрвеном конструкцијом.

## Иконостас
Иконостас душановачког храма представља дрвена конструкција, постављена на степеник, тако да је узвишенија у односу на под наоса. Иконостас има три пролаза и три зоне, док је четврта зона сам врх са великим крстом. У првој и другој зони су вертикални бели стубови са позлаћеним постаментима и коринтским капителима. И сликане представе су подељене у три зоне, на северној страни са приказима старозаветних представа Аврамове жртве, Бекства у Египат, сцена са Богородицом која држећи малог Исуса јаше магарца кога води Јосиф, па сцена Христа и Самарјанке, Усековање главе Светог Јована Крститеља. У првој зони на царским дверима је приказ Благовести, архангел Михаило на северним бочним дверима, а Свети Стефан на јужним. Од престоних икона доминира Успење Богородичино и представа Јована Претече. Аутор и тачно време настанка сликарског простора на иконостасу није позна, али се претпоставља да су настале у другој половини 19. века. Иконостас карактеришу и натписи на иконама. На престоној икони Успења Богородице назив представе је изостављен а означен је само Исус Христос, а икона Светог архангела Михаила једина је у храму која има приложнички натпис на иконостасу. У цркви је и архијерејски трон на јужном зиду наоса.

## Зидно сликарство
Зидно сликарство присутно је на своду наоса и дело су непознатог аутора, претпоставља се да је реч о раду зографског мајстора. На своду наоса је небески свод са звездама са представом Бога Оца и четворице јеванђелиста, Марка са крилатим лавом, Матеја са анђелом, Луке са крилатим волом и Јована са орлом како држе свитке својих јеванђеља, док Јован једном руком и благосиља.

## Ризница
У ризници Цркве у Душановцу налази се низ покретних икона, попут Кирила и Методија, рађених на платну. Од штампаних икона издваја се икона Светог Саве како благосиља Српчад, репродукција слике Ђорђа Крстића, као и икона Светог Саве. Велики број душановачких покретних икона урађен је на дрвету, неколико потиче с краја 18. или почетком 19. века, а дело су румунског зографа. У олтару се чува Дарохранилница, израђена од дрвета и осликана.